# Tallava
La Tallava è uno stile musicale albanese.
Originariamente prodotta dalla minoranza ashkali in Kosovo negli anni '90, la Tallava fu in seguito adottata da altri romanì, inclusi in Albania. Questo genere, anche detto etno-pop, ha influenze da altri generi musicali come il greco (Skiladiko) e il bulgaro (Chalga). Si è anche unito alla musica turca (Arabesk), araba (musica pop araba), serba (turbo-folk) e albanese.

## Cantanti albanesi famosi di stile Tallava
- Flori Mumajesi
- Shaip Alija
- Labinot Tahiri
- Mehedin Pergjegjaj
- Muharrem Ahmeti
- Mentor Kurtishi
- Bajram Gigolli
- Mandi Nishtulla